# Castello des Milandes
Il castello des Milandes è un castello francese situato nel comune di Castelnaud-la-Chapelle, nel dipartimento della Dordogna. È noto per essere stato la residenza di Joséphine Baker, del marito Jo Bouillon e dei loro dodici figli adottivi.
Costruito da François de Caumont intorno al 1489, fu, fino al 1535, la residenza principale dei signori di Caumont, che preferirono vivere in questo maniero piuttosto che nel grande e scomodo castello medievale di Castelnaud-la-Chapelle.
Nel 1940, l'artista Josephine Baker prese in affitto il castello e ne fece la sua residenza. Successivamente, nel 1947, lo acquistò.
Dal 1986 il castello è classificato tra i monumenti storici francesi.